# Fritz Ligges
Fritz Ligges (29 luglio 1938 – 21 maggio 1996) è stato un cavaliere tedesco.

## Palmarès

### Olimpiadi
- 4 medaglie:
  - 1 oro (Monaco di Baviera 1972 nel salto ostacoli a squadre[1])
  - 3 bronzi (Tokyo 1964 nel concorso completo individuale[2]; Tokyo 1964 nel concorso completo a squadre[2]; Los Angeles 1984 nel salto ostacoli a squadre[1])